# Memorial Avelino Camacho 2010
El XXII Memorial Avelino Camacho fue una prueba ciclista amateur, disputada en el concejo de Llanera (Asturias), el sábado 21 de agosto de 2010. La prueba estuvo dividida en dos partes; una primera que constaba de tres vueltas a un circuito largo de 25,5 km y una segunda con otras tres vueltas a otro circuito corto de 14,5 km, con sendas subidas al alto del Robledo. 
En total tomaron la salida 85 corredores.
José Luis Cano (Andalucía-CajaSur) consiguió la victoria final al imponerse con 8 segundos de ventaja a Darío Hernández (Sanse Spiuk) y con 38 a su compañero de equipo Eloy Ruiz y al murciano Francisco García Nicolás (Mister Moon Bike-Limca), que con este resultado se adjudicaba el primer puesto en la Copa de España del Porvenir.

## Clasificación final
| Posición | Ciclista         | Equipo                 | Tiempo     |
| -------- | ---------------- | ---------------------- | ---------- |
| 1.       | José Luis Cano   | Andalucía-CajaSur      | 3h 17' 33" |
| 2.       | Darío Hernández  | Sanse-Spiuk            | + 8"       |
| 3.       | Eloy Ruiz        | Andalucía-CajaSur      | + 38"      |
| 4.       | Francisco García | Mister Moon Bike-Limca | + 38"      |
| 5.       | Mario Gutiérrez  | Trasmiera-Footon-Fuji  | + 54"      |
| 6.       | Adrián López     | Seguros Bilbao         | + 54"      |
| 7.       | Jesús Del        | Sanse-Spiuk            | + 54"      |
| 8.       | Román Osuna      | Andalucía-CajaSur      | + 54"      |
| 9.       | Julen Mitxelena  | Bidelan-Kirolgi        | + 54"      |
| 10.      | Daniel Plaza     | Sanse-Spiuk            | + 54"      |

| 11. | Javier Sánchez      | Trasmiera-Footon-Fuji        | + 54"    |
| 12. | Aritz Bagües        | Bidelan-Kirolgi              | + 57"    |
| 13. | Antonio Molina      | Guerola-Valencia Terra i Mar | + 1' 05" |
| 14. | Unai Iparraguirre   | Bidelan-Kirolgi              | + 1' 05" |
| 15. | Ramón Domene        | Seguros Bilbao               | + 1' 05" |
| 16. | Víctor Gómez        | Trasmiera-Footon-Fuji        | + 1' 05" |
| 17. | Adrián Alvarado     | Extremadura-Spiuk            | + 1' 05" |
| 18. | Daniel Allonca      | Construcciones Paulino       | + 1' 05" |
| 19. | Markel Antón        | Seguros Bilbao               | + 1' 05" |
| 20. | Armando Ortego      | Sanse-Spiuk                  | + 1' 08" |
| 21. | Francisco Clavijo   | Andalucía-CajaSur            | + 1' 08" |
| 22. | Jonathan Perdiguero | Sanse-Spiuk                  | + 1' 08" |
| 23. | Alberto Gallego     | Extremadura-Spiuk            | + 1' 11" |
| 24. | Enzo Moyano         | Construcciones Paulino       | + 1' 11" |
| 25. | Haritz Orbe         | Bidelan-Kirolgi              | + 1' 35" |
| 26. | Pascual Martín      | Guerola-Valencia Terra i Mar | + 1' 37" |
| 27. | David Cornejo       | Diputación León-Deyser       | + 1' 37" |
| 28. | David Serrano       | Mutua Levante-Cafemax        | + 1' 37" |
| 29. | Víctor Holgado      | Extremadura-Spiuk            | + 2' 43" |
| 30. | Andrés Vigil        | Guerola-Valencia Terra i Mar | + 3' 22" |
| 31. | Joaquín López       | Sanse-Spiuk                  | + 3' 22" |
| 32. | Álvaro Martínez     | Mister Moon Bike-Limca       | + 3' 37" |
| 33. | Manuel Cañaveras    | Guerola-Valencia Terra i Mar | + 3' 37" |
| 34. | Jesús Quintanilla   | Andalucía-CajaSur            | + 3' 37" |
| 35. | Ibai Salas          | Seguros Bilbao               | + 4' 02" |
| 36. | Jon Pardo           | Seguros Bilbao               | + 4' 02" |
| 37. | Román Sáez          | Mutua Levante-Cafemax        | + 4' 32" |